# 121 (liczba)

Gra Trylma, której plansza ma 121 otworów

121 (sto dwadzieścia jeden) – liczba naturalna następująca po 120 i poprzedzająca 122.

## W matematyce
- 121 jest liczbą półpierwszą
- 121 jest siódmą liczbą Smitha
- 121 jest sumą trzech kolejnych liczb pierwszych (37 + 41 + 43)
- 121 jest najmniejszą liczbą kwadratową, która jest sumą kolejnych potęg o tej samej podstawie (30  + 31 + 32 + 33 + 34)
- zgodnie z udowodnionym przypuszczeniem Fermata 121 jest jedną z dwóch liczb kwadratowych, które po dodaniu 4, stają się sześcianem (drugą natomiast jest 4)
- 121 jest piątym palindromem liczbowym, czyli może być czytana w obu kierunkach, zarówno w dziesiętnym systemie liczbowym, jak w trójkowym systemie liczbowym (11,111)
- 121 należy do dwóch trójek pitagorejskich (121, 660, 671), (121, 7320, 7321)
- 121 jest jednym z trzech rozwiązań problemu Broncarda (n! + 1 = m2 czyli 4! +1 = 52; 5! +1 = 112 oraz 7! +1 = 712)

## W nauce
- liczba atomowa unbiunu (niezsyntetyzowany pierwiastek chemiczny)
- galaktyka NGC 121
- planetoida (121) Hermione
- kometa krótkookresowa 121P/Shoemaker-Holt

## W kalendarzu
121. dniem w roku jest 1 maja (w latach przestępnych jest to 30 kwietnia). Zobacz też co wydarzyło się w roku 121, oraz w roku 121 p.n.e.